# Harshvardhan Rane
Harshvardhan Rane (Rajamahendravaram, 16 december 1983) is een Indiaas acteur die voornamelijk in de Telugu en Hindi filmindustrie actief is.

## Biografie
Rane begon zijn carrière met de televisieserie Left Right Left (2007-2008). Hij maakte zijn filmdebuut met de Telugu-film Thakita Thakita (2010) en zijn Hindi-filmdebuut met Sanam Teri Kasam (2016). Vervolgens verscheen hij in succesvolle Telugu-films, waaronder Naa Ishtam, Avunu beide (2012), Prema Ishq Kaadhal (2013), Anaamika en Maaya beide (2014). Nadat hij zich in Hindi-films had gewaagd, kreeg Rane lof voor zijn acteerwerk in Taish (2020) en Haseen Dillruba (2021).

## Filmografie

### Films
| Jaar | Film                 | Rol                  | Taal   | Opmerking       |
| ---- | -------------------- | -------------------- | ------ | --------------- |
| 2010 | Thakita Thakita      | Sridhar              | Telugu |                 |
| 2012 | Naa Ishtam           | Kishore              | Telugu |                 |
| 2012 | Avunu                | Harsha               | Telugu |                 |
| 2012 | Infinity             | Dev                  | Hindi  | korte film      |
| 2013 | Prema Ishq Kaadhal   | Randhir              | Telugu |                 |
| 2014 | Anaamika             | Ajay                 | Telugu | tweetalige film |
| 2014 | Nee Enge En Anbe     | Ajay                 | Tamil  | tweetalige film |
| 2014 | Maaya                | Siddharth Varma      | Telugu |                 |
| 2014 | Geethanjali          | Madhunandhan         | Telugu |                 |
| 2014 | Brother of Bommali   | Harsha               | Telugu |                 |
| 2015 | Avunu 2              | Harsha               | Telugu |                 |
| 2015 | Bengal Tiger         | Karan                | Telugu | gastoptreden    |
| 2016 | Sanam Teri Kasam     | Inder Lal Parihaar   | Hindi  |                 |
| 2016 | Khamakha             | Udayan               | Hindi  | korte film      |
| 2017 | Fidaa                | Bhanumathi's buurman | Telugu | cameo           |
| 2017 | Excuse Me            | Sir                  | Telugu | korte film      |
| 2018 | Paltan               | Harbhajan Singh      | Hindi  |                 |
| 2018 | Kavacham             | Aravindh             | Telugu |                 |
| 2020 | Taish                | Pali Brar            | Hindi  |                 |
| 2021 | Haseen Dillruba      | Neel Tripathi        | Hindi  |                 |
| 2022 | Tara Vs Bilal        | Bilal Khan           | Hindi  |                 |
| 2024 | Dange                | Xavier               | Hindi  |                 |
| 2024 | Savi                 | Nakul Sachdev        | Hindi  |                 |
| 2024 | The Miranda Brothers | Julio Miranda        | Hindi  |                 |

### Televisie
| Jaar      | Serie           | Rol        | Taal  |
| --------- | --------------- | ---------- | ----- |
| 2007–2008 | Left Right Left | Rummy Gaur | Hindi |